# Velký Chlum (Benešovské středohoří)
Velký Chlum (508 či 502 m n. m.) je neovulkanický kopec tři kilometry jižně od Děčína a 1,3 km jižně od vrcholu Chlum (444 m n. m.). Nachází se v katastrálním území Chlum u Děčína. Představuje nižší vrchol hřbetu z alkalických bazaltů až tefritů, který odděluje povodí Labe a Ploučnice.
U kóty 488 m, asi 250 metrů severoseverozápadně od vrcholu, stojí kamenná vyhlídková věž. Pod ní se nachází křižovatka červeně značené turistické trasy z Děčína a žlutě značené trasy z Boletic nad Labem.